# Irán en África
A raíz de los embargos impuestos por el bloque occidental a Irán y del aislamiento resultante de este embargo, el estado iraní desarrolla una activa diplomacia en busca de nuevos aliados entre países de todo el mundo. Los gobiernos de la Unión Europea justifican la estrategia de aislamiento de Irán a través de sanciones económicas y del embargo petrolero como respuesta a los interrogantes que plantean en torno al programa nuclear de Irán.
Las nuevas alianzas de Teherán en América Latina son fruto de los incansables esfuerzos del servicio diplomático iraní para impedir el aislamiento del país. Aunque es esta labor de Irán en los países latinoamericanos la que durante cierto tiempo ha atraído la atención de los grandes medios de comunicación, las autoridades iraníes han mantenido también actividad diplomática en distintos estados africanos, con promesas de invertir en proyectos de desarrollo e intercambios comerciales.
Irán se está expandiendo a nuevos mercados y le gustaría promover las relaciones con África, particularmente en las áreas económicas.
En una visita a Burkina Faso, Ghana y Togo, Manouchehr Mottaki, el ministro iraní de Asuntos Exteriores en aquel momento, comentó que las naciones del mundo ya no están dispuestos a someterse a un "sistema injusto".
Varios funcionarios de países africanos han hecho declaraciones que indican la forma en que se sienten acerca de los movimientos diplomáticos de las autoridades iraníes en África. La visita a Harara del presidente de Irán, Mahmud Ahmadineyad, en el mes de abril, fue calificada por el primer ministro zimbawense Tsvangirai de "colosal escándalo político". Su Movimiento por el Cambio Democrático (MDC) también comentó que Ahmadineyad "... ha hecho que su reputación sea vista como la de un belicista, un enemigo de los derechos humanos, un verdugo de las personas con voces disidentes y un líder de dudosa legitimidad ".

## Ayuda en África
El trabajo de Irán en África se centra en promesas de ayuda para establecer fábricas y comenzar proyectos en varios países africanos. Estos incluyen:
- Proyectos relacionados con el suministro de petróleo y agua en Kenia.[11]
- El establecimiento de una sociedad de inversión conjunta entre Irán y Zimbabue.[12]
- La construcción de plantas de producción de cemento y asfalto en Comoras.[13]
- La construcción de una refinería de petróleo, una fábrica de montaje de tractores y una fábrica de conservas de carne en Uganda.[14]
- La extensión de una línea de crédito de USD$120 del Banco de Desarrollo de Exportaciones de Irán a Senegal para la compra de tractores iraníes.[15]
- La construcción del primer centro de diálisis de Sierra Leona.[16]

Por otra parte, durante el año 2010, Teherán ha mantenido un Foro Irán-África para promover la cooperación económica y política, a la que asistieron representantes de más de cuarenta países de África.
Algunos de estos proyectos no han sido iniciados o terminados. Hay algunas señales de desencanto que comienzan a emerger en África, veinte naciones africanas han amenazado recientemente con cerrar sus embajadas en Teherán, después de lo que calificaron como incumplimiento de las promesas realizadas por Ahmadineyad en sus viajes a África.
Estudio de casos de Proyectos afroiraníes:
- Mali – Central Hidroeléctrica

Durante un viaje a Irán en junio de 2007, el presidente de Malí, Amadou Toumani Touré, pidió al presidente ayuda para construir una represa y una central hidroeléctrica en Malí. Los iraníes aceptaron la solicitud y tomaron el proyecto en serio. Un año después, en abril de 2008, Teherán anunció que había aumentado los fondos destinados al proyecto a 120 millones de euros y que el dinero sería cuidado por el Banco Saderat. El Banco ya estaba bajo sanciones de Estados Unidos en aquel momento (sus activos en el Reino Unido serían congelados en julio de 2010). Se planeó que el trabajo de construcción durara cuatro años y el riesgo para el proyecto estaría garantizado por un fondo de Irán.
En marzo de 2009, Manuchehr Mottakí, el ministro iraní de Asuntos Exteriores del momento, reiteró el apoyo para el proyecto. Sin embargo, cuando un grupo de parlamentarios de Malí se reunieron con funcionarios consulares iraníes, no hubo ni una palabra sobre el estado del proyecto.
- Senegal – Refinería de Petróleo

Se dice que Senegal sirve como "puerta de entrada de Irán a África", y las exportaciones a Senegal en 2009 por un valor de aproximadamente 16 millones de dólares fue de un mayor al volumen de comercio que mantiene Irán con todos los demás países de África Occidental juntos.
Las relaciones entre Irán y Senegal se han fortalecido durante el mandato de Ahmadineyad, con la construcción por parte de Irán de una planta química y una fábrica de montaje de automóviles. Su relación se refleja también en la delegación senegalesa en las Naciones Unidas que se niega a votar en contra de resoluciones que condenan sistemáticamente a los iraníes en materia de derechos humanos. El compromiso más ambicioso de Teherán en Senegal hasta la fecha ha sido la construcción de una refinería para su petróleo crudo. Esto a la larga podría llegar a ser una gran ayuda a la economía de Senegal y convertir al país en un exportador neto de petróleo.
En el verano de 2007, Irán lanzó la idea de construir una refinería ], pero para el año 2010, ambos países se encontraban todavía en negociaciones relativas a la aplicación y la planificación del proyecto. En el segundo semestre de 2010, las relaciones entre Senegal e Irán sufrieron una recaída después de que un cargamento de armas fuera capturado en Lagos, Nigeria, con la sospecha de que se dirigía a Senegal. Mottaki viajó a Senegal para hablar con funcionarios de alto nivel, pero fue despedido por el presidente durante su visita, mientras todavía se encontraba en Dakar.
Senegal reaccionó al incidente con la descalificación de las relaciones diplomáticas y retirando a su embajador de Teherán. Las relaciones entre los dos países fueron reparadas sólo después de que Salehi, el nuevo canciller, fue a Dakar y ofreció a los senegaleses 200 millones de dólares en ayuda.
El 23 de febrero de 2011, el Ministerio de Relaciones Exteriores de Senegal, dijo en un comunicado de prensa que las armas que los iraníes habían suministrado a los grupos militantes en la región sureña de Casamance habían causado la muerte de soldados senegaleses. Por lo tanto el país declaró que iba a romper todas las relaciones diplomáticas con Irán, debido a la acusación de que Irán había proporcionado armas a grupos militantes opositores al gobierno.

## Sudán
Irán y Sudán tienen estrechos lazos diplomáticos y militares, que se han venido desarrollando desde que Omar al-Bashir comenzó a dirigir el país en 1989. Irán y en particular la Guardia Revolucionaria Iraní han estado activos en la región desde la década de 1980 y para cimentar aún más los dos países las relaciones diplomáticas, fue creado el Centro Cultural Iraní en Jartum.
Los grupos de oposición al aparato de gobierno iraní afirman que la sección exterior de la Guardia Revolucionaria colabora de forma directa en los combates del ejército sudanés en Darfur. Además, una compañía iraní con sede en Dubái vendió equipos aéreos de vigilancia a las fuerzas armadas de Sudán, lo que constituye una infracción de las resoluciones del Consejo de Seguridad de las Naciones Unidas sobre el embargo de armas en Darfur.
Un organismo de la ONU con sede en Addis Abeba se encarga de la vigilancia del embargo de armas impuesto sobre Darfur y detalla en su informe de 2009 que la empresa iraní, mencionada anteriormente, suministró al ejército sudanés una grabadora de video para ser instalada en un vehículo aéreo no tripulados para estudiar la región de Darfur. La pieza de los equipos vendidos, llamados "flash Back2 ', fue fabricada originalmente por los sistemas de Ovation", una empresa del Reino Unido antes de ser vendida a la empresa de productos Mousaei, con sede en los Emiratos Árabes Unidos.
Durante la investigación, el organismo de la ONU (también conocido como Grupo de Expertos) descubrió que la compañía de productos Mousaei era ficticia y la empresa real que fue el responsable de la orden era "Millennuim Product Company LLC. la compañía está registrada en los Emiratos Árabes Unidos, y tanto su director general (Saeid Mousaei) y gerente de Ventas (Mojtaba Sadegbi) son ciudadanos iraníes.
Por otra parte, sobre la base de datos Comtrade de la ONU, el 96% de todas las armas pequeñas, armas ligeras y municiones exportadas a Sudán (por un valor de casi 70 millones de dólares) entre 1992-2005 procedían de Irán y China.
En septiembre de 2008, se informó que un avión no tripulado fue derribado por el Movimiento Unido de Liberación de Sudán, un grupo rebelde de Darfur. El UAV fue identificado como el UAV Ababil-111, fabricado por los iraníes y capaz de llevar bombas de 100 libras. el grupo de derechos humanos, Human Rights First ha denunciado que Irán ha estado proporcionando armas directamente a Sudán, a pesar del embargo de la ONU de 2004. Un informe de la organización afirmó que Irán había informado que "... las ventas totales de armas fue de más de 12 millones de dólares a Sudán, incluyendo aproximadamente 8 millones de dólares en tanques".
Tanto Sudán como Irán reportan estar satisfechos con su relación. En 2008, el ministro de Defensa iraní, Mostafa Mohammad Nayyar, sostuvo una reunión con el jefe del Parlamento sudanés, y describió su satisfacción con las relaciones militares entre Irán y Sudán, y dijo que durante la última década la cooperación militar bilateral ha contribuido a fortalecer las relaciones entre los dos países y luego firmó un acuerdo, durante la visita, de cooperación militar entre los dos países.
Además, en 2006 el líder supremo de Irán, el ayatolá Alí Jamenei, se reunió con el presidente de Sudán, y dijo que Irán estaba dispuesto a transferir su tecnología nuclear a los países vecinos, como Sudán.
Durante muchos años, los líderes iraníes han prometido su apoyo al gobierno de Sudán y a su presidente sobre la cuestión de Darfur. El gobierno iraní criticó con dureza la actuación de la Corte Penal Internacional al emitir esta en 2009 una orden de arresto internacional por crímenes de guerra y crímenes contra la humanidad en Darfur contra al-Bashir. A cambio de este gesto Sudán se ha comprometido a otorgar su apoyo al programa nuclear de Irán.
Irán declaró que la orden de la ICC, emitida contra al-Bashir, era "injusta y (estaba) motivada por consideraciones políticas". Por lo tanto, en marzo de 2009, el presidente del parlamento iraní, Alí Lariyaní, realizó una visita oficial a Sudán, durante la cual se entrevistó con al -Bashir y expresó el apoyo de Irán a su gobierno.
Por otra parte, Gholamalí Haddad Adel, antecesor de Alí Lariyaní en la presidencia del parlamento iraní, visitó Sudán en 2008, y también declaró el apoyo de Irán a al-Bashir y a las políticas del gobierno sudanés en Darfur. En respuesta a esto, el Dr. Mahmoud A. Suleiman, de la Justicia sudanesa y el Movimiento Igualdad (JEM), respondió que el "apoyo de Irán a las políticas del régimen de Jartum en Darfur van a empeorar el genocidio que ocurre en Darfur, con más pérdida de vidas civiles inocentes y generando una catástrofe"..”